# Aulographina eucalypti
Aulographina eucalypti är en svampart som först beskrevs av Cooke & Massee, och fick sitt nu gällande namn av Arx & E. Müll. 1960. Aulographina eucalypti ingår i släktet Aulographina och familjen Asterinaceae.   Inga underarter finns listade i Catalogue of Life.